# Роза сизая
Ро́за си́зая (лат. Rósa gláuca) — вид растений, относящихся к роду Шиповник (Rosa) семейства Розовые (Rosaceae).

## Ботаническое описание
Высокий и стройный кустарник, достигающий в высоту от 2,5 до 3 м.
Ветви, особенно цветоносные, как и все листочки и прилистники, покрыты плотным слоем голубоватого или синего налёта. Кора красная или красно-бурая.
Шипы одиночные, непарные, преимущественно прямые или немного дуговидно-изогнутые, редко покрывают, на цветоносных побегах почти отсутствуют.
Средние листья цветоносных побегов 7—9 см длины, главный стержень голый и гладкий, лишь изредка несёт два-три мелких шипика, реже усеян немногими короткими волосками и желёзками. Прилистники широкие, особенно на цветоносных ветвях, голые, по краю мелко-желёзистые или желёзисто-реснитчатые. Листочки удлинённо-яйцевидные или эллиптические, 1,5—2,5 см длины, пурпурово-фиолетовые или сине-зелёные, только снизу иногда усеянные единичными волосками, без примеси желёзок, по краю просто-зубчатые, в нижней части цельнокрайные.
Цветки в соцветиях по 3—5, мелкие, до 3 см в диаметре. Цветоножки короткие, 10—15 мм длины, преимущественно гладкие, реже усеянные стебельчатыми желёзками. Чашелистики удлинённо-ланцетные, 2—2,5 см длины, на верхушке с листовидным расширением, цельнокрайные или только с одним-двумя нитевидными (не перистыми) боковыми долями, сверху более-менее волосистыми, снизу и по краю усеянными желёзками, после цветения обращены вверх и остаются при зрелых плодах. Лепестки розовые, короче чашелистиков. Головка столбиков почти войлочная. Цветёт в июне—июле.
Плоды мелкие, не превышают 1,5 см длины, шаровидные или широкоэллиптические, гладкие.

## Распространение и экология
Центральная и Атлантическая Европа, Балканы, Малая Азия, Украина.
Растет в широколиственных лесах.

## Применение
Прекрасный декоративный кустарник, стойкий против морозов. Хороший витаминонос, плоды содержат 2,7 % витамина C на единицу сухой мякоти.